# Konståret 1898

## Händelser
- Lukasgillet i Lund bildades

## Verk

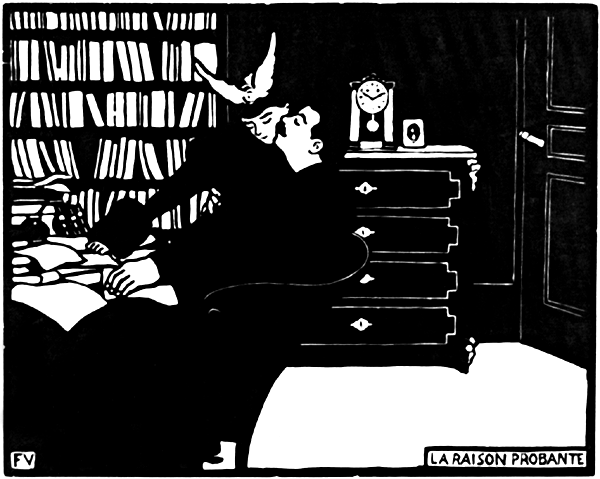
Félix Vallotton färdigställde träsnitt La raison probante som en del i serien Intimités år 1898.

- Félix Vallotton - Intimités ("Intimacies"), a suite of woodcuts

## Födda
- 3 februari - Alvar Aalto (död 1976), finsk arkitekt.
- 8 februari - Jean Charlot (död 1979), fransk målare och illustratör.
- 20 februari - David Larsson (död 1976), svensk konstnär.
- 26 februari - Arne Cassel (död 1965), svensk konstnär.
- 14 mars - Reginald Marsh (död 1954), amerikansk målare.
- 28 april – Herbert von Reyl-Hanisch (död 1937), österrikisk målare
- 8 maj - Brita Ek (död 1980), svensk konstnär.
- 16 maj - Jean Fautrier (död 1964), fransk målare och skulptör.
- 16 maj - Tamara de Lempicka (död 1980), polsk målare.
- 17 maj - Alfred Joseph Casson (död 1992), kanadensisk målare.
- 21 maj - Armand Hammer (död 1990), amerikanska konstsamlare.
- 22 maj - Axel Wallenberg (död 1996), svensk skulptör.
- 26 maj - Aaron Douglas (död 1979), amerikansk målare.
- 17 juni - M.C. Escher (död 1972), nederländsk konstnär.
- 25 juni - Kay Sage (död 1963), amerikansk målare inom surrealismen.
- 2 juli - Gen Paul (död 1975), fransk målare och gravör.
- 17 juli - Berenice Abbott (död 1991), amerikansk fotograf.
- 17 juli - Torsten Jovinge (död 1936), svensk målare och tecknare.
- 22 juli - Alexander Calder (död 1976), amerikansk skulptör och konstnär.
- 30 juli - Henry Moore (död 1986), engelsk konstnär och skulptör.
- 26 augusti - Peggy Guggenheim (död 1979), amerikansk konstsamlare.
- 12 september - Ben Shahn (död 1969), amerikansk målare.
- 16 september - Hans Augusto Rey (död 1977), amerikansk författare och illustratör.
- 25 september - Robert Brackman (död 1980), amerikansk målare.
- 10 oktober - Lilly Daché (död 1989), fransk modedesigner.
- 21 november - René Magritte (död 1967), belgisk konstnär.
- 28 november - Lotte Laserstein (död 1993), tysk-svensk-judisk konstnär.
- 9 december - Astri Taube (död 1980), svensk skulptör och bildkonstnär.
- 10 december - Helge Lindahl (död 1985), en svensk konstnär.
- okänt datum - Aron Borelius (död 1984), svensk professor i konsthistoria.

## Avlidna
- 25 februari - Francis Frith (född 1822), engelsk fotograf.
- 16 mars - Aubrey Beardsley (född 1872), engelsk målare och illustratör.
- 18 april - Gustave Moreau (född 1826), fransk målare.
- 17 juni - Sir Edward Burne-Jones (född 1833), engelsk målare och designer.
- 29 juli - Arturo Michelena (född 1863), venezuelansk målare.
- 3 augusti - Charles Garnier (född 1825), fransk arkitekt.
- 8 augusti - Eugène Boudin (född 1824), fransk landskapsmålare.
- 24 oktober - Pierre Puvis de Chavannes (född 1824), fransk målare.
- okänt datum - Achille Emperaire (född 1829), fransk målare.
- okänt datum – Adolphe Appian (född 1818), fransk målare och etsare.